# Трудный возраст (фильм, 1938)
«Трудный возраст» (англ. That Certain Age, букв. «Тот самый возраст») — кинофильм режиссёра Эдварда Людвига, вышедший на экраны в 1938 году. Сценарий, основанный на рассказе Хью Херберта, написан Брюсом Мэннингом при участии Билли Уайлдера и Чарльза Брэкетта, которые не были указаны в титрах.
Лента получила две номинации на премию «Оскар» — за лучшую оригинальную песню («My Own», музыка Джимми Макхью, слова Гарольда Адамсона) и за лучшую запись звука (Бернард Браун).

## Сюжет
15-летняя Элис Фуллертон готовит с друзьями музыкальный спектакль. Для репетиций они облюбовали гостевой домик в поместье её отца — владельца популярной газеты. Однако у того другие планы: он поселяет там своего лучшего корреспондента Винсента Буллита, недавно вернувшегося с войны в Испании. Буллит нуждается в тишине и спокойствии, чтобы написать серию статей о важнейших событиях, происходящих в мире. Молодёжь решает помешать этим планам и создать журналисту невыносимые для работы условия, чтобы тот поскорее съехал. Впрочем, узнав, что Буллит не очень здоров, юная Элис начинает заботиться о нём и вскоре влюбляется...

## В ролях
- Дина Дурбин — Элис Фуллертон
- Мелвин Дуглас — Винсент Буллит
- Джеки Купер — Кеннет Уоррен
- Айрин Рич — Дороти Фуллертон, мать Элис
- Нэнси Кэрролл — Грейс Бристоу
- Джон Холлидей — Гилберт Фуллертон, отец Элис
- Джеки Сирл — Тони
- Хуанита Квигли — Бутч
- Чарльз Коулман — Стивенс
- Пегги Стюарт — Мэри Ли
- Лон Маккаллистер — Билли (в титрах не указан)